# Sextant (Stationsgebäude)

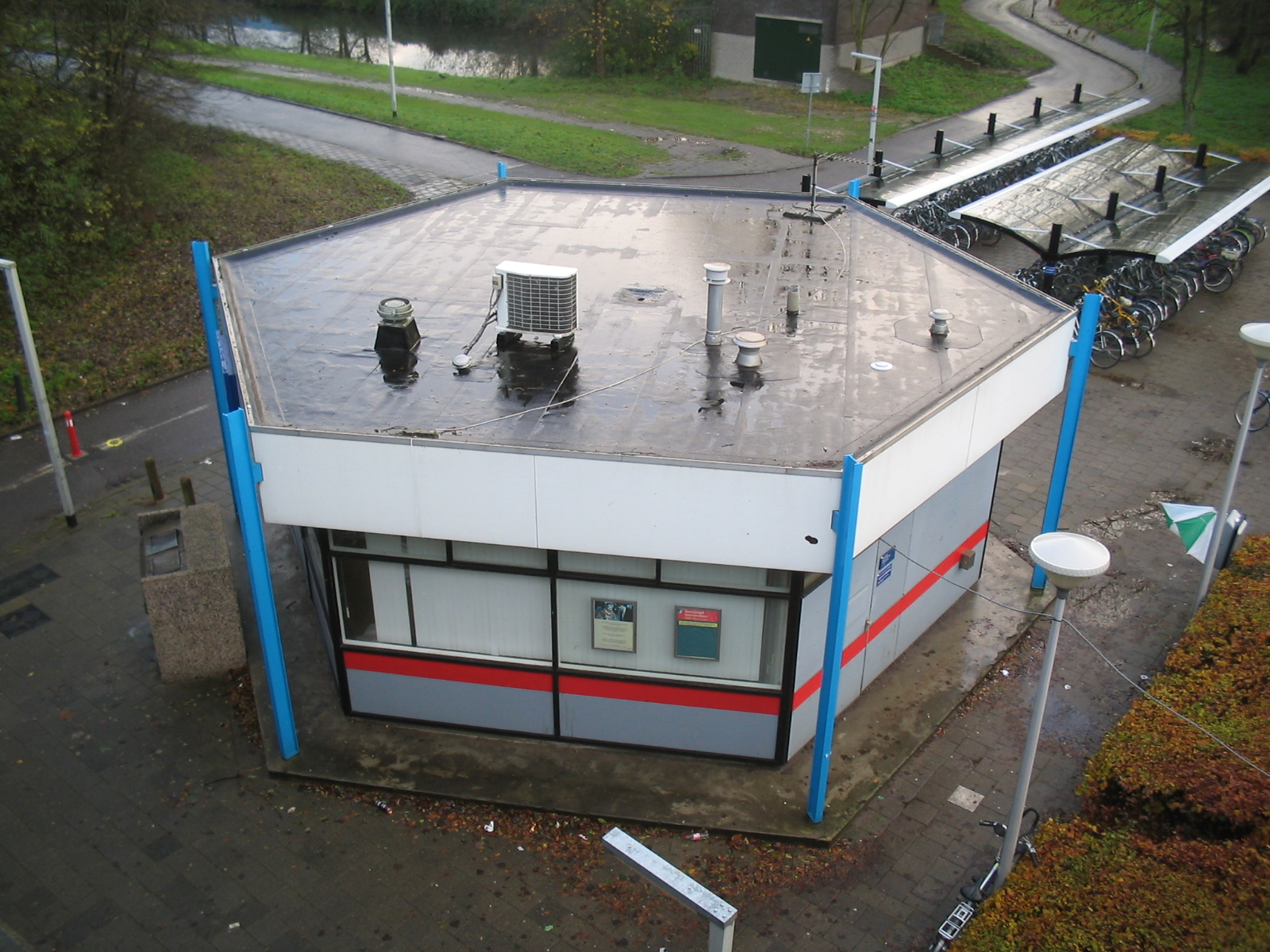
Bahnhof des Typs „Sextant“ in Delft-Zuid (November 2005, mittlerweile abgerissen)

Als Sextant wird ein Typ von Bahnhofsgebäuden bezeichnet, von dem Gebäude durch die Nederlandse Spoorwegen (NS) von 1968 bis 1979 an sechzehn Orten errichtet wurden.

## Entwurf
Der Typ stammte vom Architekten Cees Douma, der viele weitere Bahnhofsgebäude geplant hat, unter anderem den Gorinchem. Die ursprüngliche Bezeichnung für den Bautyp lautete zeshoek (Niederländisch, deutsch Sechseck) und wurde später zu Sextant geändert. Die Bauten wurden als Ersatz bestehender Bahnhofsgebäude oder als neue Vorstadtbahnhöfe errichtet.
In ihnen gab es jeweils einen Schalter, Dienstraum und Warteraum.

## Bauten
Von den 16 ursprünglich gebauten Sextanten existierten 2008 nur noch sieben:
- Haren (1968)
- Rotterdam Alexander (1968; abgerissen 1983)
- Utrecht Overvecht (1968; abgerissen 1995)
- Tilburg Universiteit (1969)
- Vlaardingen West (1969; abgerissen 2006)
- Voorschoten (1969; abgerissen 1992)
- Bussum Zuid (1970)
- Delft Campus (1970; abgerissen im Juni 2006)
- Dordrecht Zuid (1970; abgerissen)
- Maassluis West (1970; abgerissen im Mai 2007)
- Eindhoven Beukenlaan (1971)
- Beek-Elsloo (1975)
- Susteren (1975)
- Geleen-Lutterade (1976; abgerissen 2006)
- Diemen (1978)
- Nijmegen Heyendaal (1979; abgerissen 1999)